# Alone (canção de Falling in Reverse)
Alone é o primeiro single do álbum Fashionably Late da banda Americana Falling in Reverse, lançada no dia 7 de Maio de 2013.

## Sobre a canção
A canção foi escrita e composta por Ronnie Radke, ela é uma piada de mau gosto de metalcore semelhante ao seu som anterior, com elementos de rock e rap e elementos eletrônicos misturados. Radke afirmou que ele foi inspirado por Dr. Dre e seu álbum The Chronic. Num comunicado de imprensa, Radke afirmou que "Alone" foi: "... Tudo o que eu sempre quis dizer a todos esses tuiteiros que falam merda... [e] eu quero deixar claro a todos os que dedicam suas vidas a apenas um gênero de música que vocês estão tornando suas vidas mais miseráveis".

## Video musical
O Clipe da música foi lançado no mesmo dia em que a canção, contém a banda tocando enquanto as meninas dançam em torno deles, com Radke descendo uma pista do aeroporto com uma condução de uma Ferrari 458 Italia ao lado dele. O video para a canção passou de mais de 1,5 milhões de exibições no YouTube após apenas uma semana de lançamento. Atualmente o video possui cerca 14,6 milhões de exibições.[carece de fontes?]

## Recepção
"Alone" foi descrita por Zoiks! On-line como "Misturando grandes batidas de rádio com moshpit indução riffage, a faixa aborda os críticos de Ronnie de cabeça erguida". Desde seu lançamento a canção foi universalmente discutida pelos críticos e fãs tendo resultados neutros, agradando e chocando o publico. A maioria apoiou e criticou o novo estilo de rap, enquanto outros discutiram o uso de efeitos de computador em certas parte da música, com a banda tocando os instrumentos de fundo.Também foi relembrada a participação de Ronnie no álbum Nine Lives do rapper Deuce.
Alone esteve em em terceiro lugar como a mais viral canção na internet entre 6 de maio a 12 de maio no mundo. E esteve em primeiro lugar no Reino Unido. O sigle ficou na posição
o 27 da BillBoard Rock Songs.

## Posições
| País           | Parada (2013)            | Posição |
| -------------- | ------------------------ | ------- |
| Estados Unidos | Billboard Rock Songs     | 26      |
| Mundo          | Top 10 Most Viral Tracks | 3       |
| Reino Unido    | Top 10 Most Viral Tracks | 1       |

## Ligações Externas
- "Alone" no iTunes